# Breza (BiH)
Breza je naseljeno mjesto i općina u Bosni i Hercegovini.

## Zemljopis
Općina Breza nalazi se u središnjem dijelu Bosne i Hercegovine, u blizini Sarajeva. Nalazi se u sastavu Zeničko-dobojske županije. Postire se na 73  km2 i graniči s općinama Ilijaš i Vareš te gradom Visoko. 

## Stanovništvo

### Popisi 1971. – 1991.
| Stanovništvo općine Breza |                  |                  |                  |
| godina popisa             | 1991.            | 1981.            | 1971.            |
| Muslimani                 | 13.079 (75,52 %) | 11.419 (71,76 %) | 10.659 (71,90 %) |
| Srbi                      | 2122 (12,25 %)   | 2041 (12,82 %)   | 2333 (15,73 %)   |
| Hrvati                    | 851 (4,91 %)     | 1089 (6,84 %)    | 1446 (9,75 %)    |
| Jugoslaveni               | 1001 (5,78 %)    | 1115 (7,00 %)    | 225 (1,51 %)     |
| ostali i nepoznato        | 264 (1,52 %)     | 247 (1,55 %)     | 161 (1,08 %)     |
| ukupno                    | 17.317           | 15.911           | 14.824           |

#### Breza (naseljeno mjesto), nacionalni sastav
| Breza              |                |                |                |
| godina popisa      | 1991.          | 1981.          | 1971.          |
| Muslimani          | 1671 (40,54 %) | 1346 (34,86 %) | 1087 (31,58 %) |
| Srbi               | 885 (21,47 %)  | 811 (21,00 %)  | 938 (27,25 %)  |
| Hrvati             | 653 (15,84 %)  | 871 (22,55 %)  | 1109 (32,22 %) |
| Jugoslaveni        | 746 (18,10 %)  | 769 (19,91 %)  | 194 (5,63 %)   |
| ostali i nepoznato | 166 (4,02 %)   | 64 (1,65 %)    | 113 (3,28 %)   |
| ukupno             | 4121           | 3861           | 3441           |

### Popis 2013.
| Stanovništvo općine Breza |                  |
| godina popisa             | 2013.            |
| Bošnjaci                  | 13.154 (92,84 %) |
| Hrvati                    | 314 (2,22 %)     |
| Srbi                      | 121 (0,85 %)     |
| ostali i nepoznato        | 579 (4,09 %)     |
| ukupno                    | 14.168           |

| Breza – naseljeno mjesto |                |
| godina popisa            | 2013.          |
| Bošnjaci                 | 2354 (94,77 %) |
| Hrvati                   | 258 (8,56 %)   |
| Srbi                     | 89 (2,95 %)    |
| ostali i nepoznato       | 276 (4,11 %)   |
| ukupno                   | 3014           |

## Naseljena mjesta
Općinu Breza sačinjavaju sljedeća naseljena mjesta:
Banjevac, 
Breza, 
Bukovik, 
Bulbušići, 
Gornja Breza, 
Izbod, 
Kamenice, 
Koritnik, 
Mahala, 
Mahmutovića Rijeka, 
Nasići, 
Očevlje, 
Orahovo, 
Podgora, 
Potkraj, 
Prhinje, 
Seoce, 
Slivno, 
Smailbegovići, 
Smrekovica, 
Sutješćica, 
Trtorići, 
Vardište, 
Vijesolići, 
Vlahinje, 
Vrbovik, 
Založje i 
Župča.
Na popisima 1971. i 1981. godine, postojala su i naseljena mjesta: Kolovaj i Radinja. Ova naselja su na popisu 1991. godine ukinuta i pripojena drugim naseljenim mjestima.

## Povijest
Breza se kao naselje u povijesnim dokumentima spominje od 2. stoljeća imenom Hedum Kastelum (naseljena tvrđava). Bila je sjedište militantnog plemena Desidiata, a iz ovog razdoblja postoje brojni važni spomenici (najznačajniji su dvije crkve iz 5. stoljeća). 

## Gospodarstvo
Zemljopisni položaj, konfiguracija i kvalitet tla, klima, područje bogato vodom, povijesno naslijeđe te postojeći ugostiteljski i športsko-rekreativni objekti, predstavljaju vrijednu perspektivu za razvoj turizma. U Brezi se nalaze nalazišta ugljena.

## Poznate osobe
- Alija Sirotanović
- Stanislav Pavlić
- Božo Bunjevac, glumac

## Spomenici i znamenitosti
U Brezi se nalazi Bazilika iz doba Desitijata koji su naseljavali ove prostore za vrijeme Ilirika. Osim Bazilike, čiji ostatci su i danas sačuvani, tu je više stećaka, s najpoznatijim lokacijom Hrasno. Prije nekoliko godina u Brezi je sagrađena i Sahat-kula. Jedna od najznačajnijih džamija u Brezi je tzv. Stara džamija te džamija u Podgori. U gradu se nalaze i pravoslavna te katolička crkva.

## Obrazovanje
Osim seoskih, tu se nalaze i dvije središnje škole: O.Š."Safvet-beg Bašagić" i O.Š."Enver Čolaković". U Brezi postoje i: Gimnazija "Muhsin Rizvić" te Mješovita škola s brojnim smjerovima, kako trogodišnjim, tako i četvorogodišnjim.

## Vanjske poveznice
- Službene stranice općine Breza